# 芒部府
芒部府，明朝时设置的府。
明朝初年改芒部路置，治所在今云南省镇雄县北芒部。辖境相当今云南省镇雄、彝良、威信等县。初属云南承宣布政使司，洪武十六年（1383年）改属四川承宣布政使司。嘉靖年间改镇雄府，移治今镇雄县乌峰镇。